# Сражение при Пашкивцах
Сражение при Пашкивцах — одно из сражений русско-турецкой войны 1768—1774 годов, произошедшее 2 (13) июля 1769 года во время осады Хотина.

## Предыстория
В апреле 1769 года войска российской 1-й армии под командованием генерал-аншефа А. М. Голицына форсировали Днестр и 19 апреля осадили Хотин, но затем в связи с отсутствием осадной артиллерии сняли осаду и отошли в Подолию. 
В ответ 21 мая главная турецкая армия во главе с великим визирем Мехмед-пашой, переправившись через Дунай у Исакчи, двинулась на север вдоль Прута и 3 июня расположилась в районе Ясс. Из-за недостатка в Молдавии продовольствия (особенно в районе Хотина) визирь отошёл от первоначального плана. Турецкий главнокомандующий решил разделить силы и направить их значительную часть к Бендерам для действий против 2-й армии генерал-аншефа П. А. Румянцева и для поддержки Крыма. К Хотину был первоначально отправлен отряд сераскира Магомет-паши (15 тысяч человек).
Стремясь не дать туркам укрепиться в Хотине, Голицын попытался овладеть этой крепостью. 24 июня 1-я армия вновь переправилась на правый берег Днестра и подошла в окрестности Хотина, заняв лагерь на открытой равнине. И русские, и турки готовились 2 июля атаковать друг друга.

## Ход сражения
Решив занять высоты, лежащие напротив лагеря, Голицын вначале направил туда отряд Х. Ф. Штофельна (7 батальонов гренадер и два карабинерных полка), который в 5 часов утра подвергся атакам османской кавалерии и едва удержался на занятой позиции, а затем и всю армию. 
Заняв высоты, русские построили общее пехотное каре, с артиллерией и рогатками впереди, и в 9 часов утра двинулись вперёд, чтобы отбросить войска противника в ретраншемент перед Хотином, но через версту были атакованы конными массами турок (около 70 тысяч), бессвязно бросавшимися на каре. Благодаря огню пушек, поставленных впереди каре, противник не смог разорвать его фронта.
Не сумев прорвать пехотное каре, в 10 часов османы атаковала лёгкие войска русских на правом фланге, обошли их и немного потеснили. Заметив опасное положение, Голицын перебросил подкрепление, артиллерийская батарея которого продольным огнём с господствующей возвышенности расстроила глубокие построения войск противника и позволила восстановить утраченные позиции лёгких войск.

## Результаты
Дезорганизованные неудачей, в 11 часов дня турки отступили: большей частью — за Прут, меньшей — в ретраншемент при крепости. Русские войска двинулись вперёд и к 5 часам дня расположились в трёх верстах от Хотина. На другой день Голицын намеревался атаковать ретраншемент, но турки оставили его без боя и укрылись в крепости, пополнив его гарнизон 12-ю тысячами. Голицын приступил к осаде, и 4 (15) июля началась бомбардировка крепости. 
Потери русских составили 55 убитыми и 128 ранеными; турки потеряли 300 убитыми, 22 пленными и 7 знамён.